# 无锡商业职业技术学院
无锡商业职业技术学院，是位于江苏省无锡市的一所公办全日制普通专科学校。

## 历史
- 1965年，建立江苏省无锡商业学校。
- 2000年10月，升格为无锡商业职业技术学院。

## 专业设置
- 经济贸易学院
- 会计金融学院
- 旅游管理学院
- 商务外语学院
- 艺术设计学院
- 信息工程学院
- 电子工程学院
- 机电工程学院
- 基础教学部
- 继续教育与培训学院

参考文献